# Gunnar Kämpendahl
Gunnar Sigvard Kämpendahl, född 27 januari 1937 i Masthuggs församling i Göteborg, död 26 december 2020 i Västra Frölunda, var en svensk handbollsspelare. Han spelade oftast mittnia i anfall.

## Karriär
Gunnar Kämpendahl började spela handboll 1949 i Redbergslids IK och stannade i klubben till 1964. Redbergslid var en framgångsrik klubb och det blev tre SM-titlar inomhus, en utomhus och en Europacupvinst 1959. RIK är det enda svenska lag som tagit en seger i denna cup. Efter VM 1964 började Kämpendahl som spelande tränare i HK Drott. Totalt spelade han 56 matcher och gjorde 189 mål i Drott. Efter en säsong fick han sällskap av målvakten Donald Lindblom i Drott. När han återvände till Göteborg började han spela som spelande tränare för IK Wasaiterna.
Hans debut i landslaget var den 17 november 1957 mot Norge och han stod för 4 mål i matchen. Gunnar Kämpendahl mästerskapsdebuterade i VM 1958, 21 år gammal, och det med bravur. Han spelade sedan ytterligare tre VM-turneringar för Sverige 1961, 1964 och 1967. Endast 1967 blev han utan medalj. Totalt spelade han 88 landskamper 1957–1967 och han är Stor grabb.
Kämpendahl var också allsvensk fotbollsspelare i Gais och framgångsrik sådan, spelade i juniorlandslaget, men tvingades lägga av 1959 efter hälseneskada. Totalt spelade han 20 allsvenska matcher i Gais, samtliga under säsongen 1959.
Vid sidan av handbollskarriären arbetade Kämpendahl som brandman i Göteborg.